# Die geheime Benedict-Gesellschaft
Die geheime Benedict-Gesellschaft (Originaltitel: The Mysterious Benedict Society) ist eine US-amerikanische Mystery-Abenteuerserie, die auf der gleichnamigen Jugendbuchreihe von Trenton Lee Stewart basiert. Die Premiere der Serie fand am 25. Juni 2021 auf Disney+ statt.

## Handlung
Vier Waisenkinder, mit jeweils einzigartigen Fähigkeiten, werden von einem exzentrischen Wohltäter in einem Internat namens The Institute untergebracht. Dieser möchte von den Waisen, dass sie dort verdeckt eine Verschwörung vereiteln, die von globalen Ausmaß ist. Dabei gründen sie gemeinsam eine neue Art von Familie.

## Produktion

### Entwicklung
Im November 2019 wurde bekannt, dass eine Serienadaption der Jugendbuchreihe The Mysterious Benedict Society von Trenton Lee Stewart für den US-Streamingdienst Hulu geplant sei. Phil Hay und Matt Manfredi schrieben das Drehbuch zur Pilotfolge, die unter der Regie von James Bobin entstand. Todd Slavkin und Darren Swimmer wurden als Showrunner der Serie engagiert. Im November 2020 wurde der Wechsel der Serie von Hulu zu Disney+ verkündet. Im Februar 2021 folgte die Ankündigung, dass die Premiere der achtteiligen ersten Staffel am 25. Juni 2021 auf Disney+ sein wird.

### Casting
Tony Hale wurde Februar 2020 als Darsteller der Zwillingsbrüder Mr. Benedict und Mr. Curtain bekanntgegeben. Im April 2020 wurden berichtet, dass Kristen Schaal, MaameYaa Boafo, Ryan Hurst, Gia Sandhu, Mystic Inscho, Emmy DeOliveira, Seth Carr und Marta Timofeeva in Hauptrollen auftreten werden.

### Dreharbeiten
Die Dreharbeiten sollten ursprünglich Mitte 2020 in British Columbia beginnen, wurden jedoch zum damaligen Zeitpunkt aufgrund der COVID-19-Pandemie auf unbestimmte Zeit verschoben. Die Dreharbeiten begannen offiziell am 26. August 2020, mit Szenen, die im November 2020 in Gastown gedreht wurden. Die Dreharbeiten wurden am 19. Januar 2021 abgeschlossen.

## Besetzung und Synchronisation
Die deutschsprachige Synchronisation entsteht nach der Rohübersetzung von Sebastian Römer, den Dialogbüchern sowie unter der Dialogregie von Tanja Schmitz durch die Synchronfirma Iyuno Germany in Berlin.
| Rolle                      | Schauspieler    | Synchronsprecher     |
| -------------------------- | --------------- | -------------------- |
| Mr. Benedict               | Tony Hale       | Florian Hoffmann     |
| Mr. Curtain                | Tony Hale       | Florian Hoffmann     |
| Number Two                 | Kristen Schaal  | Daniela Reidies      |
| Rhonda                     | MaameYaa Boafo  | Giovanna Winterfeldt |
| Milligan                   | Ryan Hurst      | Jaron Löwenberg      |
| Ms. Perumal                | Gia Sandhu      | Daniela Molina       |
| Reynie Muldoon             | Mystic Inscho   | Thoralf Theusner     |
| Kate Weatherall            | Emmy DeOliveira | Yamuna Kemmerling    |
| George „Sticky“ Washington | Seth Carr       | Luca Hinz            |
| Constance Contraire        | Marta Timofeeva | Bonny von Lenski     |

## Episodenliste

### Staffel 1
| Nr. (ges.) | Nr. (St.) | Deutscher Titel                                   | Originaltitel                            | Erstveröffentlichung (USA) | Deutschsprachige Erstveröffentlichung (D/A/CH) | Regie           | Drehbuch                      |
| ---------- | --------- | ------------------------------------------------- | ---------------------------------------- | -------------------------- | ---------------------------------------------- | --------------- | ----------------------------- |
| 1          | 1         | Ein paar clevere Waisen                           | A Bunch of Smart Orphans                 | 25. Juni 2021              | 25. Juni 2021                                  | James Bobin     | Phil Hey & Matt Manfredi      |
| 2          | 2         | Der Vogel in der Hand                             | Carrying a Bird                          | 25. Juni 2021              | 25. Juni 2021                                  | Greg Beeman     | Phil Hey & Matt Manfredi      |
| 3          | 3         | Kommt auf den Wagen an                            | Depends on the Wagon                     | 2. Juli 2021               | 2. Juli 2021                                   | Glen Winter     | Phil Hay & Matt Manfredi      |
| 4          | 4         | Ein Flüstern, kein Schrei                         | A Whisper, Not a Shout                   | 9. Juli 2021               | 9. Juli 2021                                   | Wendey Stanzler | James Rogers III              |
| 5          | 5         | Die Kunst des Beförderns und Hin- und Herfliegens | The Art of Conveyance and Round-Trippery | 16. Juli 2021              | 16. Juli 2021                                  | Karyn Kusama    | Taylor Mallory                |
| 6          | 6         | Leise und tief tauchen                            | Run Silent, Run Deep                     | 23. Juli 2021              | 23. Juli 2021                                  | Greg Beeman     | Todd Slavkin & David Swimmer  |
| 7          | 7         | Tanz der Himmelskörper                            | The Dance of the Celestial Orb           | 30. Juli 2021              | 30. Juli 2021                                  | Shannon Kohli   | Todd Slavkin & Darren Swimmer |
| 8          | 8         | Der große Tag                                     | Big Day Today                            | 6. Aug. 2021               | 6. Aug. 2021                                   | Mark Tonderai   | Phil Hey & Matt Manfredi      |

### Staffel 2
| Nr. (ges.) | Nr. (St.) | Deutscher Titel                | Originaltitel                 | Erstveröffentlichung (USA) | Deutschsprachige Erstveröffentlichung (D/A/CH) | Regie            | Drehbuch                      |
| ---------- | --------- | ------------------------------ | ----------------------------- | -------------------------- | ---------------------------------------------- | ---------------- | ----------------------------- |
| 9          | 1         | Eine gefährliche Reise         | A Perilous Journey            | 26. Okt. 2022              | 26. Okt. 2022                                  | James Bobin      | Phil Hay & Matt Manfredi      |
| 10         | 2         | Leichte Turbulenzen            | A Bit of Light Chop           | 26. Okt. 2022              | 26. Okt. 2022                                  | Craig Zisk       | Heather Jeng Bladt            |
| 11         | 3         | Ein Goldbarren in Fort Knox    | A Gold Bar in Fort Knox       | 2. Nov. 2022               | 2. Nov. 2022                                   | Craig Zisk       | Taylor Chukwu                 |
| 12         | 4         | Frei von sinnlosen Anweisungen | Free of Pointless Command     | 9. Nov. 2022               | 9. Nov. 2022                                   | Kabir Akhtar     | Angeli Millan                 |
| 13         | 5         | Ausdruckslose Gesichter        | Blank Expression              | 16. Nov. 2022              | 16. Nov. 2022                                  | Dawn Wilkinson   | Todd Slavkin & Darren Swimmer |
| 14         | 6         | Alles, was gemütlich ist       | Commitment to All Things Cozy | 23. Nov. 2022              | 23. Nov. 2022                                  | Lena Khan        | James Rogers III              |
| 15         | 7         | Linse der Freude               | A Joyful Lens                 | 30. Nov. 2022              | 30. Nov. 2022                                  | Aprill Winney    | Todd Slavkin & Darren Swimmer |
| 16         | 8         | Ein zweispuriger Weg           | A Two-Way Street              | 7. Dez. 2022               | 7. Dez. 2022                                   | Tara Nicole Weyr | Phil Hay & Matt Manfredi      |

## Rezeption
Die Serie wurde in 86 % der 21 von Rotten Tomatoes ausgewerteten Kritiken positiv bewertet, mit einer durchschnittlich Benotung von 7,65 der 10 möglichen Punkte. Bemängelt wurde der zähe Handlungsstrang, positiv stachen die Nebendarsteller sowie das Produktionsdesign hervor.